# Родригес, Макс Джон
Макс Джон Родригес (англ. Max John Rodrigues; род. 29 мая 1938, Карачи, Британская Индия) — католический епископ, ординарий епархии Хайдарабада.

## Биография
Макс Джон Родригес родился 29 мая 1938 года в городе Карачи, Британская Индия. 6 января 1966 года был рукоположён в священника.
3 декабря 1999 года Римский папа Иоанн Павел II назначил Макса Джона Родригеса ординарием епархии Хайдарабада. 25 марта 2000 года был рукоположён в епископа.